# Distrito de Huasmín
El distrito de Huasmín es uno de los doce que conforman la provincia de Celendín ubicada en el departamento de Cajamarca en el Norte del Perú.

## Historia
El distrito fue creado mediante Ley del 30 de septiembre de 1862.

## Población
El distrito tiene 13 300 habitantes aproximadamente.

## Capital
La Capital de este distrito es el poblado de Huasmin.

## Autoridades

### Municipales
- 2023-2026
  - Alcalde: Nixon Javier Caruajulca Becerra
  - Regidores:
- 2019- 2022: